# Mikołaj Ossoliński (zm. 1716)
Mikołaj Ossoliński  herbu Topór (zm. w 1716 roku) – podczaszy żydaczowski w latach 1707–1715, cześnik latyczowski w 1697 roku.
Był marszałkiem sejmików województwa ruskiego w 1702 i 1703  roku. Był członkiem konfederacji sandomierskiej 1704 roku.